# Omicidi degli Sture

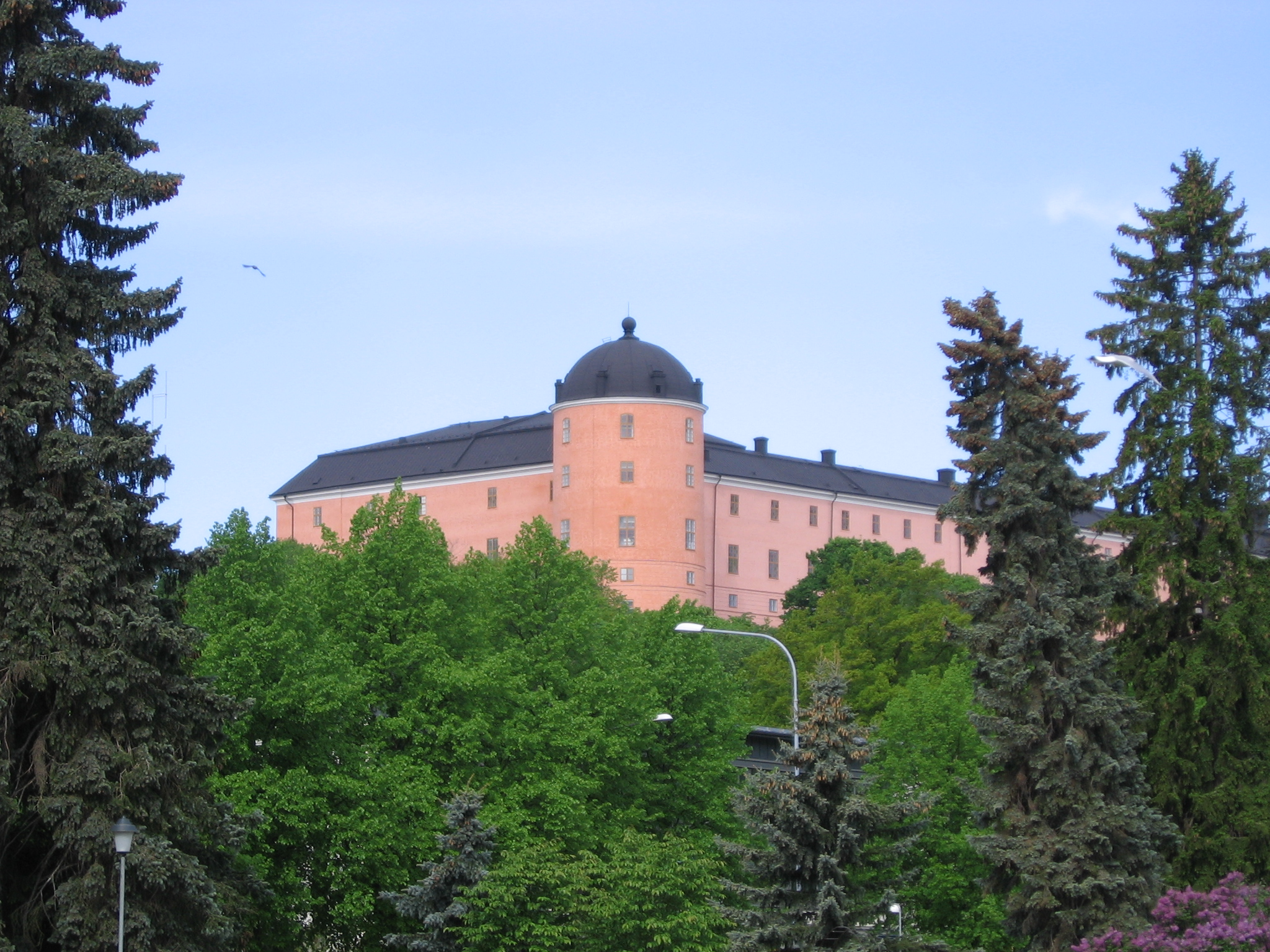
Castello di Uppsala, luogo degli omicidi di Sture

Con omicidi degli Sture (in svedese Sturemorden) si indica l'uccisione di cinque nobili della Svezia ordinata da re Erik XIV a Uppsala il 24 maggio 1567. Il gruppo di aristocratici, di cui tre erano effettivamente membri dell'influente famiglia degli Sture, era stato incarcerato in un momento della vita del monarca in cui questi versava in uno stato di grave disturbo mentale. L'accusa mossa ai prigionieri era quella di cospirazione contro la corona, ma alcuni dei reclusi erano stati già in precedenza condannati a morte prima che gli fosse contestato il capo sopra indicato. Il sovrano riservò lo stesso destino al suo vecchio tutore, il quale si era reso reo di aver cercato di farlo desistere dal sentenziare ulteriori esecuzioni dopo che Erik aveva comminato le prime.

## Contesto storico

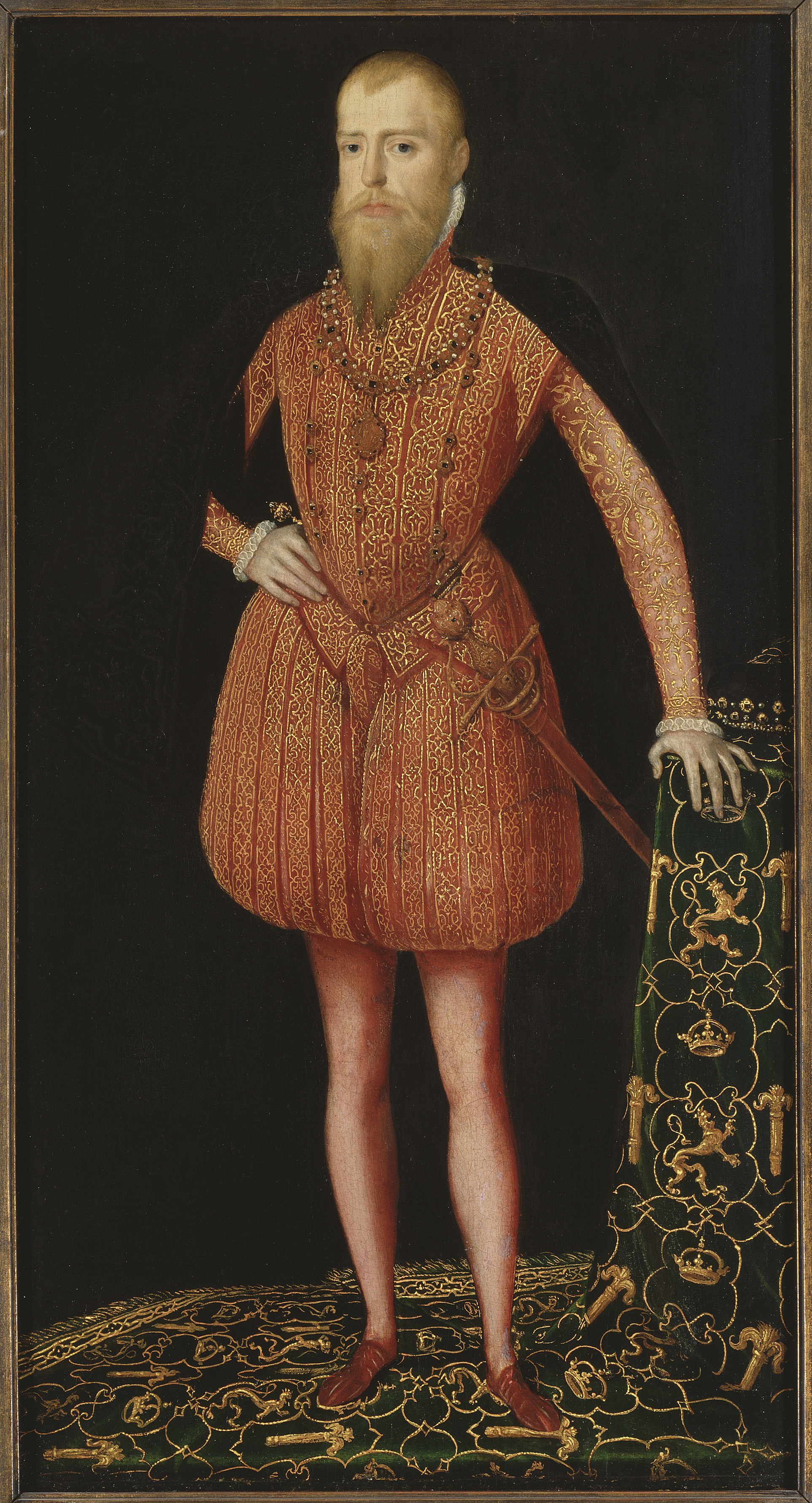
Erik XIV di Svezia

### Conflitto tra Erik XIV e l'aristocrazia
Negli anni Sessanta del Cinquecento, Erik XIV di Svezia fu coinvolto sia nella guerra di Livonia sia nella guerra del nord dei sette anni, due conflitti che stavano coinvolgendo varie potenze dell'Europa orientale. Poiché egli condusse molte campagne in prima persona, il suo fidato consigliere Jöran Persson rimase ad interim a capo dell'apparato amministrativo e governativo nei momenti di sua assenza. Il Riksråd, ovvero il consiglio dei nobili incaricato di consigliare il re, fu sostituito dalla sola carica rivestita da Persson e gli aristocratici vennero inoltre estromessi dall'Alta Corte di Erik (Konungens Nämnd) e sostituiti da cittadini fidati di estrazione borghese. Al contempo, Persson fu nominato procuratore capo del re, assumendo dunque anche un importante ruolo a livello giudiziario. Il re e il suo consigliere storpiarono le limitazioni che ricadevano sulle decisioni dell'Alta Corte e le sfruttarono non solo per imporre ai nobili le loro richieste finanziarie legate alla guerra, ma anche per torturare alcuni di essi al fine di rivelare informazioni sulla presenza di eventuali gruppi di cospiratori. Affinché l'uso della tortura potesse essere considerato legale, l'ordinamento svedese prevedeva che la stessa dovesse anticipare una sicura condanna alla pena di morte, commutabile solo in casi eccezionali in una pena minore. Per questo motivo, seguendo il dettato normativo, l'Alta Corte condannò a morte più di 300 persone tra il 1562 e il 1567, ma nella maggior parte dei casi ridusse o revocò la pena in seguito.
Sebbene Erik diffidasse della nobiltà nel suo insieme, divenne particolarmente sospettoso di Nils Svantesson Sture, il quale finì arrestato e processato. Nonostante i suoi numerosi figli illegittimi, Erik non vantava un erede legale e temeva che l'abbiente famiglia degli Sture potesse reclamare il suo trono. L'ipotesi che l'influenza di questa dinastia potesse gettare le basi per una congiura spronò Erik a cercare di informarsi sull'effettivo coinvolgimento in una cospirazione di Nils Sture. Quando il monarca chiese un responso astrologico sull'aristocratico, gli fu risposto che il trono sarebbe stato occupato in futuro proprio da «un uomo dai capelli chiari»: alla luce di tale descrizione, Erik si convinse di aver individuato il suo nemico interno. Secondo lo storico Peterson:
Sulla base di accuse infondate come la «negligenza e l'imperizia nei suoi doveri», Nils Sture fu inizialmente condannato a morte, ma il verdetto andò poi commutato a un umiliante viaggio da compiere per le strade della capitale. Il 15 giugno 1566, Sture dovette attraversare Stoccolma su una carrozza fatiscente indossando una corona di paglia, con alcune delle sue ferite subite dalle precedenti torture che apparivano ancora sanguinanti sul suo corpo. In seguito, Erik spedì Nils Sture in Lorena, dove doveva organizzare il matrimonio della principessa Renata con il re di Svezia. Tuttavia, le nozze non si concretizzarono mai.
Come si può facilmente intuire, il ruolo di governatore ad interim del consigliere e il suo modo di amministrare, la riduzione dell'influenza della nobiltà sulla politica e le azioni dell'Alta Corte non furono ben accolte dagli aristocratici svedesi. Nel luglio 1566, diversi nobili influenti si incontrarono nei pressi di Stoccolma per discutere della situazione politica. Secondo lo storico svedese Erik Gustaf Geijer, si trattò di una sorta di manifestazione di supporto a Nils Sture per il trattamento che gli era stato riservato, mentre Peterson si riferisce all'incontro come a un «raduno segreto» durante il quale «la paura e l'odio dei magnati si trasformarono in una resistenza organizzata». All'incontro parteciparono Nils Sture, suo padre Svante Stensson, Abraham Gustafsson Stenbock, Ivar Ivarsson Lillieörn, Hogenskild Nilsson Bielke, Klaus Fleming, Sten Axelsson Banér, Sten Eriksson Leijonhufvud, il fratello di Erik Carlo di Södermanland e altre personalità ancora. Consapevole delle insoddisfazioni che la punizione riservata a Nils Sture poteva generare, Erik iniziò a convincersi che fosse in atto una cospirazione su vasta scala ai suoi danni ordita innanzitutto dalla famiglia degli Sture e dai suoi sostenitori. Di conseguenza, già in data 22 luglio aumentò il numero delle sue spie.
Nel gennaio 1567, il paggio di Erik Gustaf Ribbing, che era stato condannato a morte per diserzione, accusò sotto tortura Svante Sture, Per Brahe, Gustaf Olsson Stenbock e Sten Erikson del sabotaggio dei piani matrimoniali di Erik. In virtù di siffatta accusa, Svante Sture e Sten Erikson vennero costretti a firmare un documento in cui riconoscevano di aver complottato contro il matrimonio del re e che non avrebbero ostacolato i futuri piani matrimoniali del monarca; la clausola si estendeva per estensione anche a eventuali nozze che Erik avrebbe potuto celebrare con la sua amante non nobile, Karin Månsdotter. Mentre Persson continuava a raccogliere prove contro gli oppositori presunti e reali di Erik, il monarca convocò un riksdag a Uppsala nel maggio 1567 per risolvere le controversie che stavano sconvolgendo la nazione scandinava.

### I processi di Svartsjö

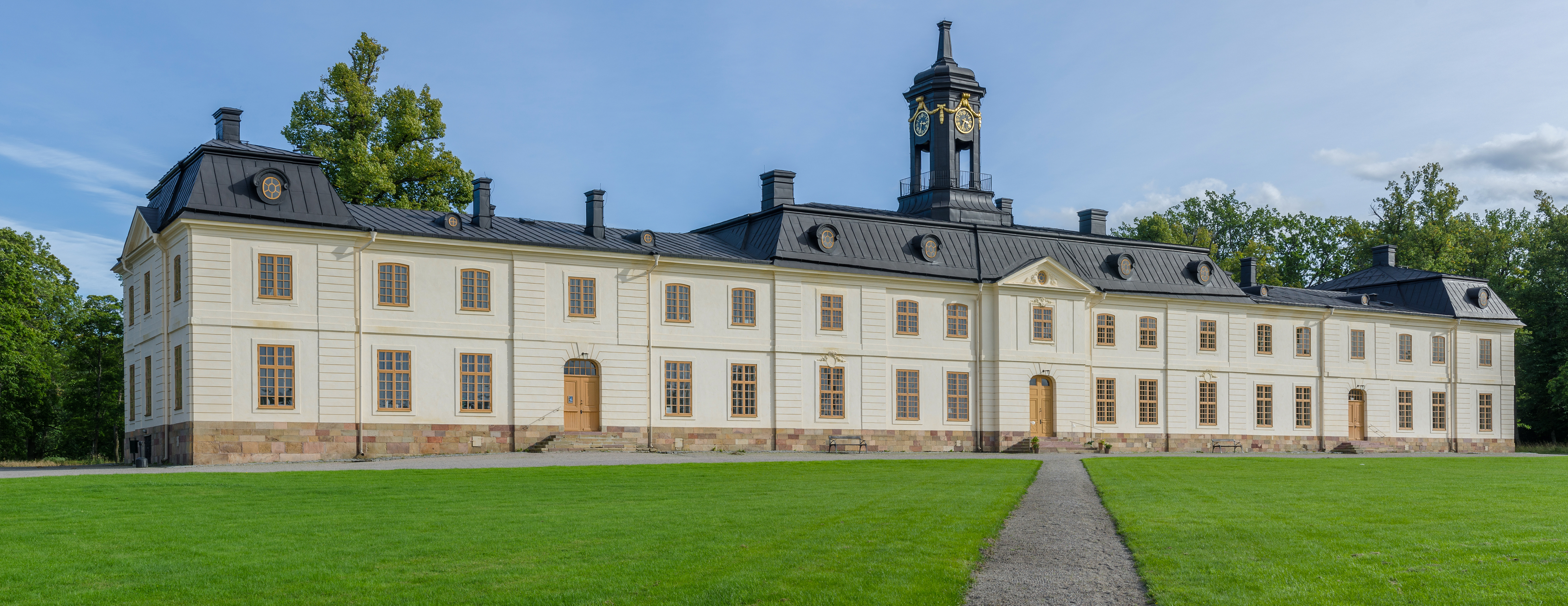
Il castello di Svartsjö oggi convertito in palazzo nel 2012

Mentre viaggiava per il riksdag, diversi magnati ricevettero l'invito di Erik a recarsi al castello di Svartsjö, in particolare quelli incontratisi vicino a Stoccolma nel luglio 1566. La presenza di Erik a Svartsjö e lo stile apparentemente conciliante e cordiale delle lettere di invito non impedirono al re di arrestare e processare coloro che giunsero alla riunione davanti all'Alta Corte. Una volta giunti a Svartsjö, finirono arrestati in ordine di arrivo il fratello di Nils Sture Erik Svantesson, Abraham Stenbock, Sten Banér, Ivar Ivarsson, Sten Eriksson e Svante Sture. Quando si annunciò che il riksdag sarebbe stato posticipato al 18 maggio e che avrebbe dovuto vertere su una cospirazione scoperta contro il re, i restanti nobili sospettati si astennero dall'accettare l'invito del monarca, ovvero Per Brahe, Gustaf Stenbock, il fratello di Abraham Stenbock Erik, Ture Bielke e suo nipote Hogenskild Bielke, Klaus Fleming e Clas Åkesson Tott.
Il processo a Svartsjö non risulta documentato, ma il verdetto che gli stati del riksdag avrebbero dovuto firmare a Uppsala è sopravvissuto. Nel verdetto, si riportarono i seguenti resoconti a titolo di prove:
- Il commerciante tedesco Peter Gastorp riferì che in Germania aveva appreso da un certo Josua Genewitz che quando Nils Sture lasciò Stoccolma per la Lorena, Clas Åkesson Tott, Abraham Gustafsson Stenbock, Ivar Ivarsson e il suddetto Josua Genewitz si erano incontrati sulla nave di Sture e avevano accarezzato l'ipotesi di detronizzare e uccidere il re;[10]
- L'organista di re Alessandro riferì di aver sentito la stessa tesi sostenuta da Gastorp nella città tedesca di "Ryvold";[5]
- Un certo Paulus Schmied giurò che Nils Sture e Josua Genewitz avevano ordito delle macchinazioni contro il re al loro arrivo a Stralsund, con simili voci che si erano diffuse in tutta la Germania;[5]
- Due servitori di Abraham Gustafsson e Ivar Ivarsson, Hans Wolf e Christopher, asserirono di aver udito il servitore di Svante Sture, Hans Ellers, dichiarare che i loro padroni avevano discusso a porte chiuse e che, da quello che aveva sentito, essi volevano vendicare il maltrattamento patito da Nils Sture;[5]
- Magnus II, duca di Sassonia-Lauenburg, cugino di Erik XIV e futuro marito della sorellastra di Erik Sofia, testimoniò che Sten Eriksson, Abraham Gustafsson e Ivar Ivarsson avevano intrattenuto una conversazione con toni piuttosto severi in sua presenza sull'umiliazione di Nils Sture, oltre ad aver chiesto vendetta; l'imputato confermò questa versione, ma disse di aver condiviso simili sentimenti di vendetta contro Persson e Jacob Teit dell'Alta Corte, non contro il re.[5]

Abraham Stenbock venne costretto a firmare una lettera che incriminava Josua Genewitz, successivamente presentata come prova. Grazie al diario di Erik XIV, risulta noto che Abraham Stenbock e Ivar Ivarsson furono condannati a morte immediatamente, e che il 14 maggio il tribunale fece sapere a Erik che si dimostrava disposto a condannare a morte anche Svante Sture. Secondo Peterson, anche a Erik Sture fu riservata la pena capitale. Ogni prigioniero venne inviato dopo le udienze al castello di Uppsala in attesa di ulteriori indagini.
Durante i processi di Svartsjö, Marta Leijonhufvud, moglie di Svante Sture, si era recata a Svartsjö con sua figlia Anna per chiedere di parlare con il re, ma oltre a non esserle stato permesso di entrare nel castello fu posta sotto scorta nell'insediamento situato al di fuori del castello. Marta fece appello a Karin Månsdotter per poter discutere con il re e fargli riconsiderare la sua posizione sui prigionieri, pregando altresì la figlia del monarca Virginia Eriksdotter. Quando i nobili catturati furono trasferiti a Uppsala, anche Marta arrivò lì sotto scorta e finì posta agli arresti domiciliari in una dimora di proprietà della famiglia Sture. A Uppsala era presente anche Ebba Lilliehöök, una nobildonna sposatasi con Erik Leijonhufvud.

### Il riksdag di Uppsala
Quando Erik XIV arrivò a Uppsala il 16 maggio 1567, secondo Robert Nisbet Bain versava «in una condizione di innegabile follia». Il riksdag si era nel frattempo riunito, ma solo venti nobili figuravano tra i partecipanti. Il 19 maggio, quando le condanne a morte avrebbero dovuto essere approvate dal riksdag, Erik rinunciò a parteciparvi dopo aver perso il discorso che aveva annotato e non sentendosela di presenziare senza. Due giorni dopo, Nils Sture fu comunque arrestato al suo ritorno dalla Lorena da Persson, che gli negò di avere l'udienza chiesta dal catturato con il re. Il 22 maggio Erik indirizzò una lettera a Svante Sture, respingendo le accuse di tradimento mosse contro la famiglia a cui apparteneva e annunciando la loro riconciliazione.

## Gli omicidi

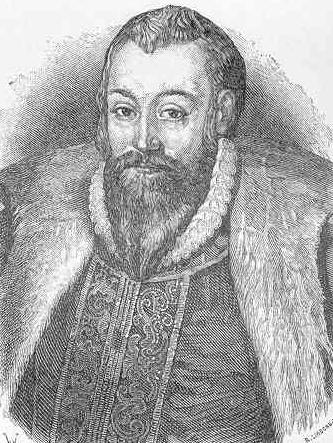
Svante Sture

A Uppsala, Marta Leijonhufvud fece nuovamente appello a Karin Månsdotter: la mattina del 24 maggio quest'ultima la mandò a chiamare e la incontrò nel castello di Uppsala, dove le disse che il re le aveva promesso di non ferire i prigionieri. Quello stesso giorno, Erik XIV fece accompagnare Sten Eriksson a una visita alla cella di Svante Sture. Prostrandosi in ginocchio, il re implorò il perdono di Sture, ammettendo di aver agito in modo sbagliato e promettendo una piena riconciliazione; in seguito, lasciò il castello. Peterson scrive che mentre usciva, Erik aveva intrattenuto un conversazione con Jöran Persson, mentre secondo Geijer, Erik scelse di passeggiare con Pietro Caroli, ordinario di Kalmar, e questi gli confidò che suo fratello Giovanni aveva dato vita a una sommossa.
Erik fece ritorno al castello poche ore dopo la sua prima visita, estrasse il suo pugnale (o la sua spada) e colpì Nils Sture al petto o al braccio. Secondo Geijer, l'omicidio fu portato a termine da Peder Welamsson, nipote di Persson, dopodiché Erik entrò di nuovo nella cella di Svante Sture, annunciandogli in ginocchio che avrebbe a quel punto dovuto ucciderlo, in quanto sarebbe stato impossibile che il prigioniero lo perdonasse per quanto aveva fatto. Prima di lasciare il castello per la seconda volta, ordinò alle guardie di uccidere tutti tranne «Herr Sten». Le sentinelle, guidate da Per Gadd, portarono a termine l'ordine ma risparmiarono Sten Banér e Sten Eriksson, in quanto non sapevano a quale Sten si fosse appena riferito il re.
Mentre i due sopravvissero, Svante Sture, Nils Sture, Erik Sture, Abraham Stenbock e Ivar Ivarsson affrontarono la morte. Fuori dal castello, il tutore di Erik Dionisio Beurreo trovò il re in uno stato di scarsa lucidità. Gli sforzi volti a calmarlo si rivelarono vani, sortendo anzi un effetto del tutto inatteso da parte del tutore, che venne arrestato e trascinato in una foresta vicina prima di essere verosimilmente accoltellato. Le uccisioni non furono rese pubbliche, con il castello che venne chiuso a chiave e al cancello le guardie di Per Gadd continuarono ad accettare come di consueto cibo per i prigionieri dai loro parenti.

## Conseguenze
Erik non fece ritorno a Uppsala, ma trascorse i giorni seguenti vagando per i boschi senza meta. Fu solo il 27 maggio che fu trovato vestito da contadino e ancora in stato di confusione mentale al villaggio di Odensala, dopodiché venne poi condotto a Stoccolma. Persson aveva nel frattempo ottenuto il decreto del riksdag del 26 maggio che confermava la validità di tutte le condanne passate e future emesse contro i nobili detenuti a Svartsjö e Uppsala: non è chiaro se i partecipanti della riunione sapessero in quel momento che la maggioranza dei prigionieri di Uppsala era già morta.
Dopo essere stato riportato nella capitale, Erik rimase inizialmente in isolamento, poiché nessuno osò chiedere udienza per paura che avesse un altro attacco d'ira. A Uppsala arrivò un messaggio destinato alla matrigna di Erik, la regina vedova Caterina Stenbock, che era imparentata con molte delle vittime, e che aveva raggiunto la città di Uppsala il giorno degli omicidi. La nobildonna venne scortata a Stoccolma da Sten Leijonhufvud e Hogenskild Bielke. Una volta a destinazione, fu la prima persona a cui venne concessa un'udienza con Erik dopo gli eventi accaduti a Uppsala. Il resto della corte attese con ansia la sua venuta e, dopo averla scortata nella sala delle udienze, Caterina vide Erik in una condizione di evidente sofferenza. Il re si prostrò immediatamente in ginocchio davanti a lei e chiese perdono per gli assassinii commessi, emettendo poi, su suggerimento della matrigna, una procura scritta affinché lei negoziasse. Caterina Stenbock presentò presto le richieste avanzate nella lettera di risposta da Marta Leijonhufvud, vedova di Svante Sture e madre di Nils ed Erik Sture. Quest'ultima chiese l'emissione di un atto reale con cui la corona prometteva di astenersi da nuove persecuzioni, una dichiarazione ufficiale sull'innocenza delle vittime dell'omicidio, un risarcimento economico e, infine, l'arresto delle persone responsabili del comportamento del monarca, per cui fu ritenuto responsabile il suo consigliere Jöran Persson. Il re accettò tutti i termini dell'accordo e questo divenne immediatamente vigente.
Erik rimase in uno stato psicologico particolarmente alterato e lunatico per sei mesi sotto l'occhio vigile di Karin Månsdotter, sposata poi in estate. Fino alla sua guarigione, avvenuta alla fine del 1567, il Consiglio Reale assunse il controllo del governo e procedette a processare e a condannare a morte Persson, anche se il verdetto non fu eseguito. Dopo la sua guarigione, Erik XIV tornò nel pieno dei suoi poteri il potere suo e il ruolo di Persson ad interim cessò. Nel febbraio 1568, durante una campagna in Småland, il consigliere di Erik Mårten Helsing si lasciò andare a un commento denigratorio su Persson. Il re si indignò così tanto che pugnalò Helsing con un attizzatoio ardente, provocando delle ferite tali all'uomo che questi perì il 7 aprile.
Nell'estate del 1568 scoppiò un'insurrezione dei nobili guidata dai suoi fratelli Carlo e Giovanni che portò alla deposizione di Erik nel gennaio 1569. Sten Eriksson, sopravvissuto agli omicidi di Sture a causa del suo nome, perse la vita nella battaglia finale della rivolta. Jöran Persson fu ucciso dagli insorti nel corso della medesima ribellione, con la guarnigione di Stoccolma che dopo aver abbandonato Erik XIV fece lo stesso con Persson. Erik morì nel 1577 a causa dell'arsenico presumibilmente mescolato nella zuppa di piselli che stava mangiando; fino alla sua morte, secondo Scott, «fu trasferito da una prigione del castello all'altra, prima con la sua famiglia poi da solo, preservando solo occasionalmente una condizione di lucidità e lasciandosi andare talvolta a folli deliri». Il 10 marzo 1575, il Consiglio Reale aveva emesso un documento volto a chiedere l'assassinio di Erik nel caso in cui non si potesse detenerlo in un luogo sicuro; tra i firmatari figuravano diversi nobili che Erik non era riuscito a catturare a Svartsjö nel 1567, vale a dire Per Brahe, Ture Bielke, Hogenskild Bielke ed Erik Gustafsson Stenbock, e anche il fratello di Sten Banér, Gustaf.
Gli abiti indossati da Svante, Nils ed Erik Sture al momento della loro morte andarono conservati da Märta, moglie di Svante e madre di Nils ed Erik, e sono attualmente esposti nella torre settentrionale di Cattedrale di Uppsala.

### Esplicative
1. ↑  Secondo Peterson, Nils Sture fu inviato in Lorena per organizzare il matrimonio con la madre di Renata, Cristina (Peterson (2014), p. 74). Tuttavia, una simile ricostruzione appare in contraddizione con l'indirizzo storiografico di autori inglesi quali Bain (Bain (2017), p. 115) e Roberts (Roberts (1986), p. 231) e di altri accademici svedesi, i quali concordano tutti sul fatto che Erik fosse in trattativa con Renata. Un altro elemento su cui il filone maggioritario sembra concordare è il ruolo di spessore assunto da Cristina durante i negoziati (Roberts (1986), pp. 230-231).
2. ↑  Riportato nella sua forma latinizzata come " Dionysius Beurreus", "Burreus", "Beurraeus" o "Denis Burrey", era nato in Francia e aveva ricevuto un feudo in Svezia nel 1547 prima di divenne maestro di Erik XIV nel 1553. In seguito, ricoprì il ruolo di Consigliere Privato e di rentmeister, ovvero maestro della borsa (Geijer (1834), pp. 137-138). Beurreo incoraggiò Erik a interessarsi all'astrologia e al calvinismo.(Gejer (1834), p. 150).
3. ↑  L'altro Sten sopravvissuto agli omicidi, Sten Axelsson Banér, visse quasi altri 33 anni prima di essere giustiziato pubblicamente per ordine di Carlo IX nel bagno di sangue di Linköping del 20 marzo 1600.
4. ↑  Pur essendo scampati alla morte in quell'occasione, Gustaf Banér, Per Brahe e Ture Bielke condivisero comunque il destino di Sten Banér nel corso del bagno di sangue di Linköping.

### Bibliografiche
1. 1 2  Peterson (2014), pp. 73-74.
2. 1 2 3 4 5 6 7 8 9  Peterson (2014), p. 73.
3. 1 2 3  Bain (2017), p. 115.
4. 1 2 3 4 5 6 7 8 9  Peterson (2014), p. 74.
5. 1 2 3 4 5 6  Geijer (1834), p. 180.
6. ↑  Geijer (1834), pp. 177-178.
7. 1 2  Roberts (1986), p. 232.
8. 1 2  Bain (2017), p. 116.
9. 1 2 3 4  Geijer (1834), p. 179.
10. ↑  Geijer (1834), pp. 179-180.
11. ↑  Geijer (1834), p. 181.
12. 1 2 3 4 5 6  Bain (2017), p. 118.
13. 1 2 3 4 5 6 7 8 9  (SV) Karin Tegenborg Falkdalen, Vasadrottningen: en biografi su Katarina Stenbock 1535–1621 [La regina Vasa: una biografia di Caterina Stenbock, 1535–1621], Lund, Historiska media, 2015.
14. 1 2 3 4 5 6 7 8 9 10 11 12 13 14  Peterson (2014), p. 75.
15. 1 2 3  Geijer (1834), p. 183.
16. ↑  Grundberg (2005), p. 118.
17. ↑  Geijer (1834), p. 184.
18. ↑  Andersson (1951), p. 196.
19. 1 2  Roberts (1986), p. 236.
20. ↑  Goerke (1958), p. 23.
21. 1 2 3  Bain (2017), p. 120.
22. 1 2  Geijer (1834), p. 158.
23. 1 2  Scott (1992), p. 143.
24. ↑  Geijer (1834), p. 198.
25. ↑  (EN) The Cathedral Museum, Uppsala, Sweden, su Università del Washington. URL consultato il 6 febbraio 2022 (archiviato dall'url originale il 15 ottobre 2007).